# Mikita Wajlupau
Mikita Jurewitsch Wajlupau (belarussisch Мікіта Юр’евіч Вайлупаў, englisch Mikita Vailupau, * 30. Juli 1995 in Wizebsk, Belarus) ist ein belarussischer Handballspieler. Der 1,86 m große rechte Außenspieler spielt für die belarussische Nationalmannschaft und seit 2025 für den portugiesischen Verein Benfica Lissabon aufläuft.

## Karriere

### Verein
Mikita Wajlupau spielte in der Jugend für GK Lewin. Ab 2012 stand er beim Erstligisten HC Dinamo Minsk unter Vertrag, war aber in der Saison 2012/13 an Arkatron Minsk ausgeliehen. Dadurch verpasste er den Double-Sieg von Dinamo 2013. 2014 wechselte er zum damaligen Rekordmeister SKA Minsk, mit dem er jedoch fünfmal in Folge Vizemeister hinter dem neuen Seriensieger Brest GK Meschkow wurde. Einzig 2019 gelang ihm der Erfolg im Pokal. International sammelte Wajlupau im EHF-Pokal erste Erfahrungen. Ab 2019 lief der Rechtsaußen nun für Brest auf. In der SEHA-Liga stellte er im Spiel gegen Metaloplastika Šabac am 3. Oktober 2019 mit 20 Treffern einen neuen Torrekord auf. Auch in der EHF Champions League sorgte er für Aufsehen mit 12 Toren gegen den Titelverteidiger RK Vardar Skopje und elf Toren beim Überraschungserfolg gegen den THW Kiel. 2020 gelang ihm neben dem Pokalsieg auch der erste Meistertitel, 2021 konnte er mit Brest das Double wiederholen.
Zur Saison 2022/23 wechselte er zum ungarischen Spitzenklub Telekom Veszprém. Nach drei Meisterschaften in Folge verließ er Veszprém im Sommer 2025. Seit Juli 2025 läuft er für Benfica Lissabon auf.

### Nationalmannschaft
In der Belarussischen Nationalmannschaft debütierte Mikita Wajlupau 2015. Er bestritt bisher 51 Länderspiele, in denen er 230 Tore erzielte. Bei der Europameisterschaft 2020 spielte er sein erstes großes Turnier, belegte den 10. Rang und wurde mit 47 Toren in sieben Spielen zweitbester Schütze des Turniers. Bei der Weltmeisterschaft 2021 stand er ebenfalls im Aufgebot und war mit 35 Toren in sechs Spielen bester Schütze seiner Mannschaft.

## Erfolge
- mit SKA Minsk
  - Belarussischer Vizemeister 2015, 2016, 2017, 2018, 2019
  - Belarussischer Pokalsieger 2019

- mit Brest GK Meschkow
  - Belarussischer Meister 2020, 2021, 2022
  - Belarussischer Pokalsieger 2020, 2021

- mit Telekom Veszprém
  - SEHA-Liga: 2022
  - Ungarischer Meister 2023, 2024, 2025
  - Ungarischer Pokalsieger 2023, 2024
  - Vereinsweltmeisterschaft 2024